# Try This with Your Eyes Closed
| Críticas profissionais | Críticas profissionais |
| Avaliações da crítica  | Avaliações da crítica  |
| Fonte                  | Avaliação              |
| ---------------------- | ---------------------- |
| P&H Magazine           | 4 de 5 estrelas.       |

Try This with Your Eyes Closed é o primeiro lançamento da banda de post-hardcore americana Alesana. Foi gravado em fevereiro de 2004, com todos os membros originais do Alesana, lançado em meados de 2005 pela Tragic Hero Records. Milke produziu e masterizou cada música.
Desde o seu lançamento, todas as suas faixas foram re-lançadas em álbuns posteriores, excluindo "Not a Single Word About This". O EP foi relançado e re-masterizado por Jamie King, em 2008, com duas faixas tiradas de uma demo chamada All The Tragedy Money Can Buy incluídas como faixas bônus. Ao contrário de outros lançamentos do Alesana, há poucos alusões à mitologia dentro dos temas das letras, em vez de letras que tratam de assuntos pessoais.

## Faixas
| N.º            | Título                                                    | Duração |  |
| 1.             | "Apology"                                                 | 4:15    |  |
| 2.             | "Endings Without Stories"                                 | 3:39    |  |
| 3.             | "And They Call This Tragedy"                              | 4:29    |  |
| 4.             | "Not a Single Word About This"                            | 3:30    |  |
| 5.             | "Red And Dying Evening"                                   | 3:00    |  |
| 6.             | "Congratulations, I Hate You"                             | 3:57    |  |
| 7.             | "Early Mourning"                                          | 3:46    |  |
| 8.             | "Goodbye, Goodnight, for Good" (Somente no Re-lançamento) | 3:38    |  |
| 9.             | "Beautiful in Blue" (Somente no Re-lançamento)            | 3:17    |  |
| Duração total: | Duração total:                                            | 22:50   |  |

## Sobre as músicas
- "Apology", "Congratulations, I Hate You", e "Early Mourning"  estavam todas re-gravadas para o primeiro lançamento da banda On Frail Wings of Vanity and Wax.
- "Endings Without Stories", "And They Call This Tragedy", "Red and Dying Evening", e "Goodbye, Goodnight for Good" (do Re-lançamento) foram regravadas em seu segundo álbum Where Myth Fades To Legend.
- A faixa "Early Mourning" é uma faixa bônus e não está caracterizado na capa do CD na versão original.
- A faixa "Beautiful in Blue" foi re-gravada para o Where Myth Fades To Legend, apesar de nunca ter feito a lista final. Ele foi incluído como faixa bônus na versão japonesa de Where Myth Fades To Legend.
- A faixa  "Not a Single Word About This"  é a única música lançada no EP que não foi re-gravada para nenhum futuro lançamento da banda.

## Créditos
Alesana
- Shawn Milke – vocais limpos, guitarra base, piano, teclados, letras
- Dennis Lee – vocais guturais, letras
- Patrick Thompson – guitarra principal, vocal de apoio
- Steven Tomany – baixo
- Daniel Magnuson – bateria

Produção
- Shawn Milke - produção, masterização, mixagem, engenheria
- Jamie King - produção, masterização (somente no Re-lançamento)